# Кадыров, Асад Магомедсаидович
Аса́д Магомедса́идович Ка́диров (род. 3 июля 1995 года в с.Урахи) — российский ушуист. Мастер спорта Российской Федерации, трёхкратный чемпион Российской Федерации и трёхкратный чемпион Республики Дагестан по кунг фу саньда, чемпион России и Дагестана по Ушу саньда, обладатель Кубка России, Евразии и Дагестана по Ушу Саньда, по национальности даргинец.

## Биография
Асад Магомедсаидович Кадыров - родился в селе Урахи в 1995 году в семье мастера спорта по Ушу Саньда, бронзового призёра чемпионата Мира Магомедсаида Кадырова. Окончил Урахинскую среднюю школу им А.А.Тахо-Годи. До 2009 года занимался вольной борьбой в ДСО "Урожай" в городе Махачкала, потом увлёкся Ушу Саньда и стал по этому виду спорта победителем различных чемпионатов и турниров как в Дагестане, так и в России.

## Достижения
- Чемпион Российской Федерации среди молодёжи по Ушу Саньда 2013 года.
- Трёхкратный чемпион Российской Федерации и Республики Дагестан по Кунг-фу Саньда
- Обладатель Кубка Евразии по Ушу Саньда
- Обладатель Кубка России по Ушу Саньда 2013 года.
- Победитель третьего международный турнира по Ушу-Саньда среди молодежи.
- Чемпион Республики Дагестан по Ушу Саньда 2013 года.
- Чемпион Республики Дагестан по Ушу Саньда 2012 года.